# Leonardo Polo Barrena
Leonardo Polo Barrena (Madrid, 1 de febrer de 1926 - Pamplona, 9 de febrer de 2013) va ser un filòsof, professor, escriptor, espanyol.

## Biografia
Va cursar els estudis d'ensenyament primari en el Liceu Francès. El 1936 va començar batxillerat a la seva ciutat natal. En aquella època, el seu pare ocupa el càrrec de tinent d'Alcalde de Madrid. En esclatar la Guerra Civil, el Govern de la República va instar a la població civil a sortir de la capital d'Espanya, així que Leonardo es trasllada amb la seva família a Albacete, i realitza allí els dos primers cursos de batxillerat.
Durant els anys 1937 a 1939, el seu pare, que era advocat, va exercir el càrrec de Fiscal Cap de l'Audiència d'Albacete. Acabada la guerra, van tornar a Madrid, menys el pare, que es va veure obligat a exiliar-se, primer a Nicaragua i després a Xile, on va morir el 1946.
Leonardo va continuar el batxillerat en l'Institut Cardenal Cisneros de Madrid. De la seva època de batxiller recorda la lectura de la Filosofia Fonamental de Balmes, que va llegir amb 15 anys. La idea bàsica que treu d'aquesta obra és la importància dels primers principis en filosofia. La seva lectura posterior de la Suma Teològica de Tomás d'Aquino li fa pensar que aquest autor pot ser corregit o ampliat en alguns punts, en contra del que pensaven la majoria dels tomistes. Un altre autor al que va llegir per aquella època és Ortega. Li agradava especialment L'espectador, el seu estil literari i la brillantor de la seva prosa. També va llegir a Zubiri, en concret, l'obra titulada Naturalesa, Història i Déu. Va assistir a un curs de Zubiri donat en la Cambra de comerç de Madrid, i a un altre d'Ortega sobre Toynbee.
A més de les seves lectures filosòfiques, també dedica temps a la novel·la i a la poesia, sobretot en llengua francesa i espanyol.
Acaba el batxillerat el 1945 (19 anys) i obté premi extraordinari en l'examen d'Estat. Per raons familiars, decideix estudiar Dret (després d'haver-se plantejat fer matemàtiques), ja que aquesta carrera li brindava la possibilitat d'incorporar-se al bufet del seu oncle.
El 1949, en acabar Dret, va decidir, en contra del previst, matricular-se en els cursos de doctorat en Dret. D'aquests cursos recorda l'impartit pel professor García Valdecasas, Catedràtic de Dret Civil, amb el qual va mantenir converses sobre Hegel per intentar una interpretació diferent a l'exposada per ell.
Acabats els cursos de doctorat, va preparar unes oposicions a les quals no va arribar a concursar, i es decanta per la recerca. Llegirà la Filosofia del Dret de Hegel, Ser i Temps de Heidegger, la Crítica de la Raó Pràctica de Kant, així com escrits d'Aristòtil i de Leibniz, l'Ètica de Spinoza i uns altres, i es matricula en Filosofia i Lletres.
El 1950, Polo farà un descobriment filosòfic que marcarà la seva obra com a filòsof. Es tracta del límit mental (veure apartat de pensament), i que influirà d'alguna manera en pensadors com Trías.
El 1952 viatja a Roma amb una beca del Consell Superior de Recerques Científiques per investigar sobre filosofia del dret. A Roma entra en contacte amb juristes com Del Vecchio i Capograssi, i es dedica a desenvolupar la idea que se li havia ocorregut el 1950 vinculada amb el tema de la seva tesi doctoral "El caràcter existencial del Dret natural". No obstant això, acaba centrant-se en la filosofia, allunyant-se dels enfocaments jurídics.
El 1954 torna de Roma i s'incorpora a la Universitat de Navarra per impartir Dret natural i, més tard, Fonaments de Filosofia i Història dels sistemes filosòfics. Al mateix temps prossegueix els seus estudis de filosofia a la Universitat Central de Madrid com a alumne lliure, i més tard trasllada l'expedient acadèmic a la Universitat de Barcelona davant la negativa del professor de Psicologia d'examinar-li per ser alumne lliure. Acabada la carrera de Filosofia realitza els cursos de doctorat a Madrid i comença la tesi doctoral en filosofia, dirigida per Antonio Millán-Puelles. El 1961 obté el grau de doctor amb una recerca sobre Descartes. En ella ho presenta com un voluntarista enfront del tòpic habitual d'enquadrar-ho com a racionalista. Això va cridar l'atenció de pensadors com Paul Ricoeur, que al seu pas per Navarra el 1967 va preguntar per Leonardo Polo, encara que no li va poder trobar, ja que en aquestes dates Polo ocupava ja la càtedra de Fonaments de Filosofia a Granada, obtinguda per oposició el 1966. La tesi doctoral sobre Descartes, editada el 1963 sota el títol Evidencia i realitat en Descartes va obtenir el premi Menéndez Pelayo del Consell Superior de Recerques Científiques.
Polo ha desenvolupat el seu magisteri principalment a la Universitat de Navarra i en diferents universitats iberoamericanes (principalment la Panamericana de Mèxic, La Sabana de Bogotà i la Universitat de Piura a Perú).
Finalment Leonardo Polo mor el dia 9 de febrer de 2013, als 87 anys, a la ciutat de Pamplona, Espanya.
Com a homenatge es va celebrar en 2014 un simposi a Màlaga centrat en la filosofia de Leonardo Polo.
Simposi internacional sobre la filosofia de Leonardo Polo.
Treballs del simposi publicats en la revista Miscel·lània Poliana n° 47

## Pensament
El seu pensament proposa una renovació metodològica de la filosofia a partir d'un descobriment: el que ell denomina el límit mental humà (que radica en el pensament objectivador). Aquest límit pot abandonar-se, i en fer-ho s'afronten els grans temes de la filosofia d'una nova i més fecunda manera.
La detecció del límit mental es correspon amb el descobriment de la inserció de l'operar intel·lectual en l'àmbit de la persona que ho exerceix. La persona és més que el seu pensament. El pensament, la naturalesa lògica de l'home, no és alguna cosa absolut, incondicionado, que s'imposi de seu a la subjectivitat individual; sinó una manifestació de la persona que ho aporta, d'acord amb la qual l'home disposa d'un món davant si.
L'abandó del límit, llavors, permetrà accedir en ser extramental, en tant que independent del pensament humà i no referit a ell. I també, d'altra banda, al propi ser personal, que no s'esgota en la mera índole pensant de la persona, ni es refereix tampoc a ella.
El ser extramental és principi, el primer principi de no contradicció; i s'adverteix com a persistència, perquè seria contradictori que el ser cessés. Per la seva banda, l'essència extramental és l'analítica del principi: la seva anàlisi en els diferents sentits de la causalitat. La consideració conjunta de la causalitat és l'univers físic. Però l'univers és creat, perquè la seva existència depèn de Déu: la causa no contradictòria remitent a la identitat originària.
En ser personal més que existir li correspon coexistir. I es descriu com ser a més, sempre a més. Afegir-se, acompanyar, aportar, i així mantenir-se sent és el propi de la llibertat: la persona és existencialment lliure. Per això mateix, la persona té intimitat, no es tanca en si mateixa, i es manifesta en la seva essència: disposa segons ella. És intimitat donal i lliure.
Finalment, Déu és l'ésser originari, diferent d'allò que comença i de qui s'afegeix. L'Origen és la identitat insondable i la intimitat inabastable.

### Obres de Leonardo Polo
Període metafísic 
1. Evidència i realitat en Descartes. Madrid: Rialp, 1963.
Pamplona: Eunsa, 19962, 20073.
2. L'accés a l'ésser. Pamplona: Universitat de Navarra, 1964. Pamplona: Eunsa, 20042.
3. El ser I: l'existència extramental. Pamplona: Universitat de
Navarra, 1966. Pamplona: Eunsa, 19972.
Període epistemològic: 
4. Curs de teoria del coneixement, v. I. Pamplona: Eunsa, 1984, 19872, 20063.
5. Curs de teoria del coneixement, v. II. Pamplona: Eunsa, 1985, 19882, 19983, 20064.
6. Curs de teoria del coneixement, v. III. Pamplona: Eunsa, 1988, 19992, 20063.
7. Curs de teoria del coneixement, v. IV/1ª part. Pamplona: Eunsa, 1994. Conjunyeix amb la 2ª part, Pamplona: Eunsa, 20042.
Curs de teoria del coneixement, v. IV/2ª part. Pamplona: Eunsa,
1996. Conjunyeix amb la 1ª part, Pamplona: Eunsa, 20042.
8. Hegel i el posthegelianismo. Piura [Perú]: Universitat de Piura, 1985. Edició espanyola (sense els dos estudis de l'apèndix), Pamplona: Eunsa 19992, 20063.
Període antropològic: 
9. Qui és l'home.. 'Un esperit en el temps. Madrid: Rialp, 1991, 19932, 19983, 20014, 20035, 20076. Piura [Perú]: Universitat de Piura, 1993.
10. Ètica: cap a una versió moderna dels temes clàssics. Mèxic DF [Mèxic]: Universitat Panamericana/Publicacions Cruz O., 1993. Edició espanyola (amb pròleg de Polo per a ella), Madrid: Unió editorial (AEDOS), 1996, 19972.
11. Present i futur de l'home. Madrid: Rialp, 1993, 20122.
12. Introducció a la filosofia. Pamplona: Eunsa, 1995, 19992, 20023.
13. La persona humana i el seu creixement. Pamplona: Eunsa, 1996,
19992.
14. Sobre l'existència cristiana. Pamplona: Eunsa, 1996.
Reeditat amb el títol de l'originalitat de la concepció cristiana de l'existència. Pamplona: Eunsa, 20102.
15. Antropologia de l'acció directiva. Coautor amb C. Pla. Madrid:
Unió editorial, 1997.
16. Nominalisme, idealisme i realisme. Pamplona: Eunsa, 1997, 20012.
17. Antropologia transcendental I: la persona humana. Pamplona: Eunsa, 1999, 20032, 20103.
18. Antropologia transcendental II: l'essència de la persona humana. Pamplona: Eunsa, 2003, 20102.
Període de vellesa: 
19. Nietzsche com a pensador de dualidades. Pamplona: Eunsa, 2005.
20. Ajudar a créixer. 'Qüestions filosòfiques de l'educació. Pamplona: Eunsa, 2006. 1ª reimpressió 2007.
21. Persona i llibertat. Pamplona: Eunsa, 2007.
22. El coneixement de l'univers físic. Pamplona: Eunsa,
2008.
23. L'home en la història. Quaderns de el “Anuari filosòfic” nº 207. Pamplona: Universitat de Navarra, 2008.
24. Curs de psicologia general. Pamplona: Eunsa, 2009, 20102 
25. Lliçons de psicologia clàssica. Pamplona: Eunsa, 2009.
26. L'essència de l'home. Pamplona: Eunsa 2011.
27. Estudis de filosofia moderna i contemporània. Pamplona: Eunsa
2012.
28. Filosofia i economia. Pamplona: Eunsa 2012.
29. Lliçons d'ètica. Pamplona: Eunsa 2013.
30. Epistemologia, creació i divinitat. Pamplona: Eunsa 2014.
Recopilació realitzada per Juan A. García (Universitat de Màlaga)
THÉMATA. Revista de Filosofia, Nº 50 juliol-desembre (2014)
pàg.: 329-331

### Sobre Leonardo Polo
- La intelección segons Leonardo Polo, Thémata. Revista de Filosofia Nº 50 (Desembre 2014), Servei de Publicacions de la Universitat de Sevilla.
- Studia Poliana, revista sobre el pensament de Leonardo Polo, Servei de Publicacions de la Universitat de Navarra.
- Franquet, María José (1996): Trajectòria intel·lectual de Leonardo Polo Arxivat 2016-08-14 a Wayback Machine..
- Vanney I. Claudia (2008): " Princicios reals i coneixement matemàtic. La proposta epistemològica de Leonardo Polo ".
- Posada, J. M. (2007): El distintiu de l'estimar.
- Posada, J. M. (2007): La intencionalifdad del Inteligir com a il·luminació.
- Dalma, J. (2004): La intencionalitat en Leonardo Polo (ponència).
- Esquer, H. (2000): El límit del pensament.
- Sellés, J. F. (2003): El conèixer personal.